# Xu Guangqi
Xu Guangqi (en chino tradicional, 徐光啟; en chino simplificado, 徐光启; pinyin, Xú Guāngqǐ; Wade-Giles, Hsu Kiang-ch'i; 1562-1633), sobrenombre de adulto: Zixian (子先) fue un burócrata chino, estudioso de la agricultura, astrónomo y matemático, durante la dinastía Ming. Fue colega y colaborador del jesuita italiano Matteo Ricci, con el que tradujo numerosos textos clásicos occidentales al chino, incluidos algunos fragmentos de los elementos de Euclides. Escribió Nong Zheng Quan Shu, uno de los tratados más completos sobre agricultura. Es venerado en la Iglesia Católica, habiendo sido declarado Siervo de Dios por el Papa Benedicto XVI. Su fiesta se celebra cada año el 8 de noviembre.

## Vida

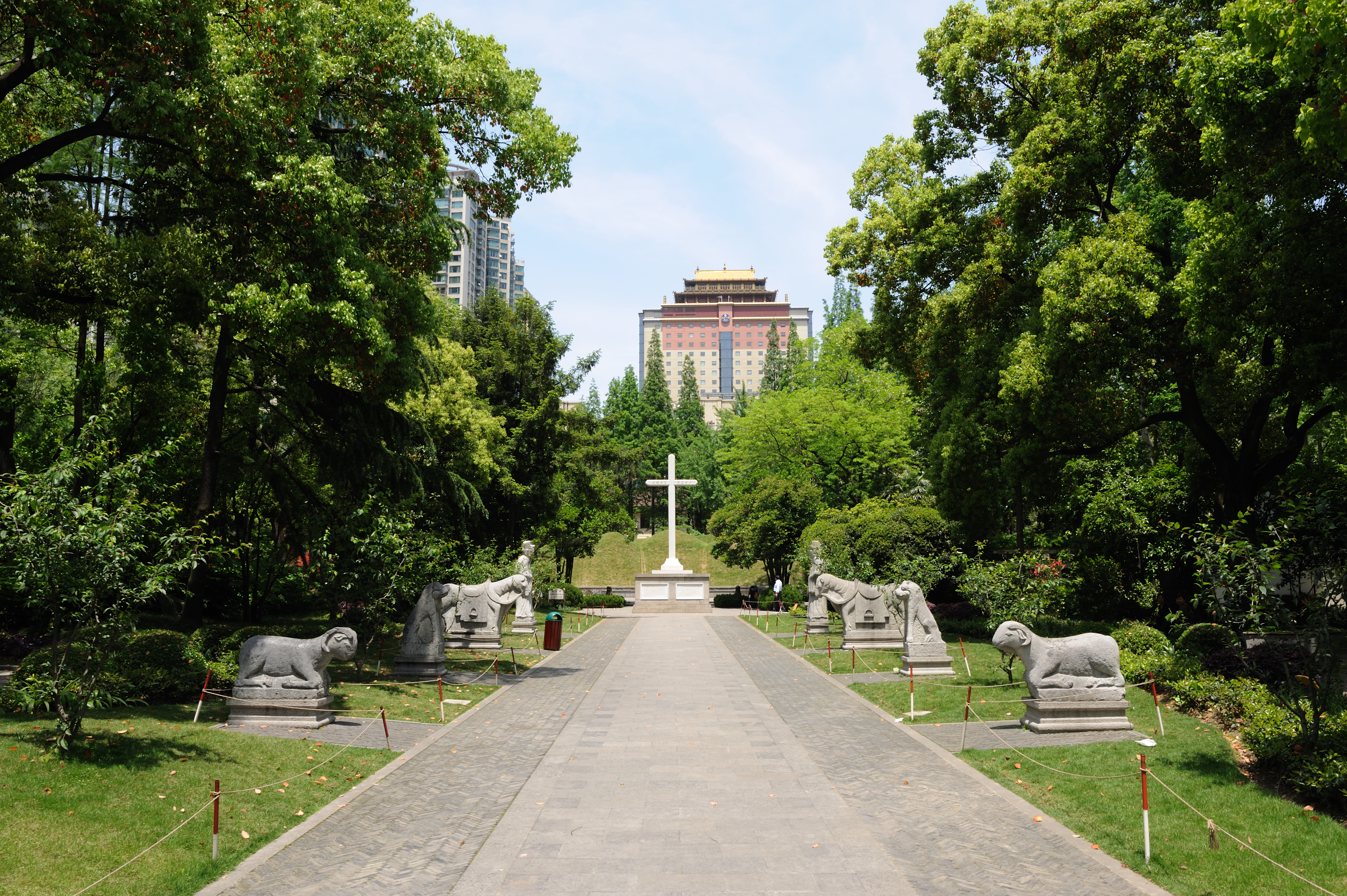
La tumba de Xu Guangqi en el parque Guangqi de Shanghái, se encuentra a pocos pasos de la Catedral de San Ignacio, en el área Guangqi en el Camino Nandan (南丹路).

Xu Guangqi nació en Shanghái, donde también reposan sus restos. Xu recibió el título de bachiller a los 19, aunque no recibió otro título superior antes de los 30. Más adelante, dedicó la mayor parte de su tiempo en altos cargos de oficial al servicio de la corte Ming.
Vivió en un periodo de declino de las matemáticas chinas, en el que avances precedentes en álgebra se habían perdido. Xu era por estas razones algo crítico de la sociedad china. Como colaborador de Matteo Ricci, además de los fragmentos ya mencionados de los Elementos de Euclides, y otros textos al chino, tradujo al latín textos chinos, entre los que se encuentran algunos de Confucio.
El contacto con Ricci lo llevó a ser bautizado como católico en 1603 con el nombre de “Pablo Xu Guangqi”.
Este acercamiento a occidente influyó en él de modo que se volvió más crítico respecto a China, especialmente en matemáticas. Pensaba que adoptar armamento militar occidental los protegería contra los Manchú. Sin embargo, esta idea se mostró ineficaz al aprender estos últimos a fabricar cañones de tipo europeo.
Los descendientes de Xu continuaban siendo férreos católicos en el siglo diecinueve.
Desde 1607 hasta 1610, Xu se vio obligado a retirarse del trabajo público, y regresó a su casa en Shanghái. Durante estos años realizó diversos experimentos de riego con técnicas occidentales.
Así como el cultivo de algodón, camote o batata, y el árbol llamado nu zhen.
Más adelante volvió a ser llamado a servir a la burocracia china, fue ascendido de rango, y llegó a ser conocido como “El ministro”. 
Continuó experimentado con nuevas técnicas agrícolas, y promovió el cultivo del “arroz mojado” en el Noreste de China.
Entre 1613 y 1620 visitó con cierta frecuencia Tianjin, para ayudar en la organización de asentamientos militares autosuficientes (‘tun tian’).

## Obra

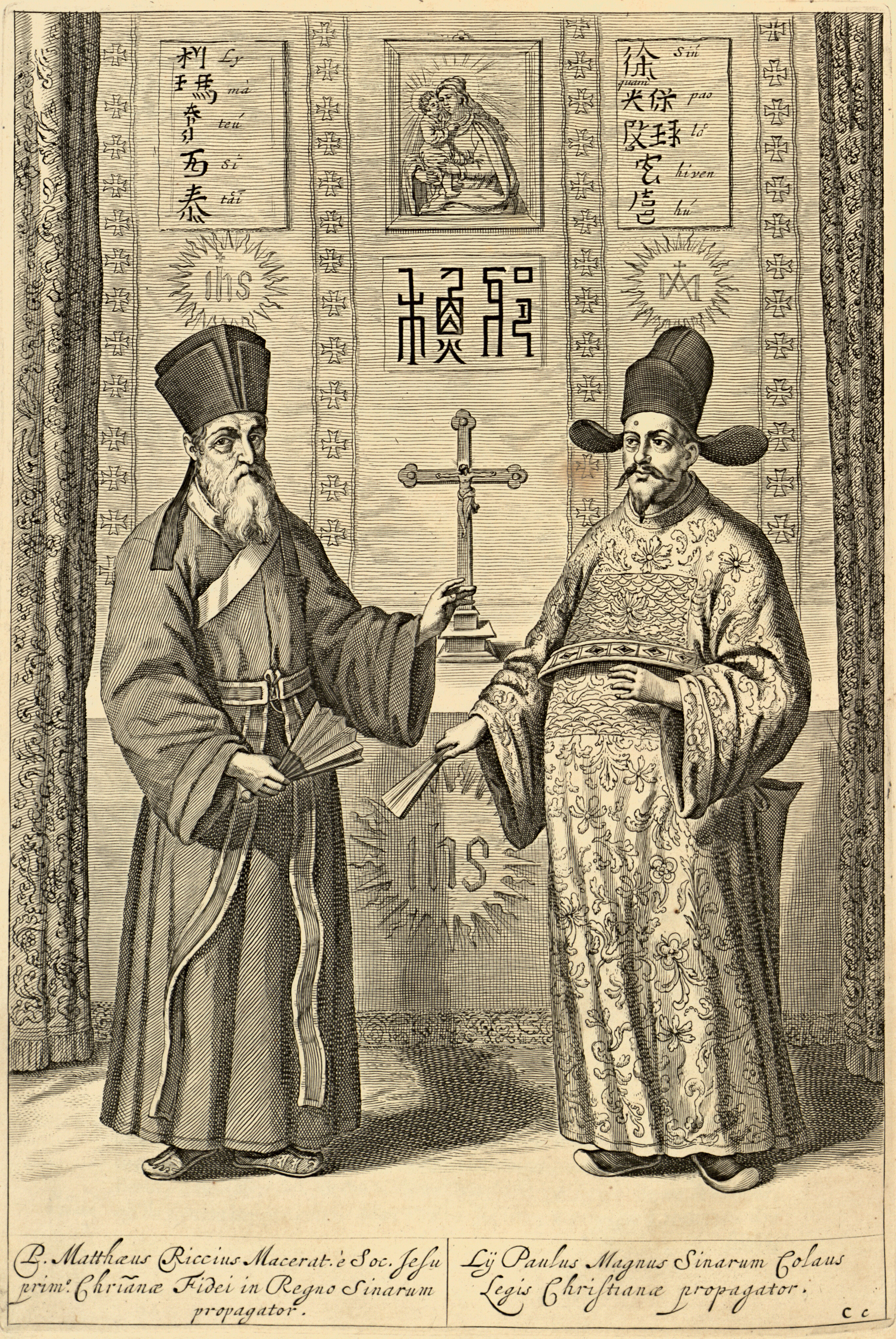
El jesuita italiano Matteo Ricci (a la izquierda) y el matemático Xu Guangqi (徐光啟) en una imagen de China Illustrata de Athanasius Kircher, publicada en 1667. La edición china de los Elementos de Euclides (幾何原本), fue impresa en 1607.

### Matemáticas
En 1607, Xu y Ricci tradujeron los primeros capítulos de los Elementos de Euclides al chino, dando a sus compatriotas nuevos conceptos en matemáticas y lógica occidental. Estudiosos chinos atribuyen a Xu haber 
comenzado el periodo de la Ilustración China.

### Astronomía
Después de que algunos discípulos de Xu y Ricci predijeran un eclipse solar en 1629, Xu fue nombrado por el Emperador jefe de una comisión orientada a reformar el calendario chino. Esta reforma, que constituye la primera colaboración significativa de científicos de Europa y el Lejano Oriente, fue completada después de la muerte de Xu.

### Agricultura
Xu Guangqi compuso el Nong Zheng Quan Shu, destacado tratado sobre agricultura que sigue los trabajos precedentes de Wang Zhen (que escribió el Nong Shu en el 1313) y Jia Sixia (que publicó el Chi Min Yao Shu en el 535). 
Al igual que Wang Zhen, Xu se enfrentó a tiempos difíciles, y se dedicó patrióticamente a ayudar a los campesinos de China.
Los principales intereses de Xu fueron el riego, los fertilizantes, remedios contra las hambrunas, crisis económicas, y observaciones empíricas con nociones básicas de química.
Su trabajo escrito, de alrededor de 700,000 caracteres chinos, es 7 veces más grade que la obra de Jia Sixia y Wang Zhen juntos.
Aunque al momento de su muerte dejó inconcluso un borrador, el afamado estudioso Cheng Zilung, reunió un grupo de académicos para completarlo, que lo publicaron en 1639.
Los temas tratados en sus escritos son:
- Fundamentos de agricultura (Nong Ben), que contiene citas de textos clásicos sobre la importancia de promover la agricultura.
- Sistema de tierras (Tian Zhi): distribución y administración de tierras.
- Trabajos agrícolas (Nong Shi): limpieza y arado de terreno, y una exposición detallada de sistemas de asentamiento.
- Control de aguas (Shui Li): diversos métodos y equipo de riego. Dedica los últimos dos capítulos al riego occidental.
- Tratado ilustrado de negocios agrícolas (Nong Chi Tu Pu), mayormente basado en la obra de Wang Xhen.
- Horticultura (Shi Yi): estudio de frutas y verduras.
- Sericultura (Can Sang): producción de seda.
- Cultivos textiles (Can Sang Guang Lei): algodón, cáñamo, etc.
- Silvicultura (Chong Chi): preservación de bosques.
- Crianza de animales (Mu Yang).
- Confecciones culinarias (Zhi Zao).
- Control de hambrunas (Huang Zheng): medidas administrativas y flora.